# Enterobacter
Enterobacter pertence à família Enterobacteriaceae, pertencente ao 5º Grupo de Bergey. Como resultado disso, abarca bactérias pequenas, gram (-) e anaeróbias facultativas (ou seja, tanto realizam metabolismo respiratório como fermentativo).
Ocorrem a nível de quase toda a Natureza, sendo visívies na água doce, solos, esgotos, vegetais, animais e fezes humanas. Algumas são agente patogénicos oportunistas, sendo a causa de queimaduras, ferimentos e infecções urinárias. Ocasionalmente, podem também provocar septicemia e meningite.